# Assamiella marginata
Assamiella marginata – gatunek kosarza z podrzędu Laniatores i rodziny Assamiidae. Jedyny znany przedstawiciel monotypowego rodzaju Assamiella.

## Występowanie
Gatunek występuje w Birmie.